# 1748
Évszázadok: 17. század – 18. század – 19. század
Évtizedek: 1690-es évek – 1700-as évek – 1710-es évek – 1720-as évek – 1730-as évek – 1740-es évek – 1750-es évek – 1760-as évek – 1770-es évek – 1780-as évek – 1790-es évek
Évek: 1743 – 1744 – 1745 – 1746 –  1747 – 1748 – 1749 – 1750 – 1751 – 1752 – 1753

## Események

### Határozott dátumú események
- október 18. – Az aacheni békével lezárul az osztrák örökösödési háború.[1]

### Határozatlan dátumú események
- Abony mezővárosi jogot kap.

## Születések
- február 5. – Christian Gottlob Neefe német operaszerző, karmester, orgonista († 1798)
- február 15. – Jeremy Bentham, angol jogtudós, filozófus († 1832)
- március 18. – Kiss József, vízépítő mérnök, hadmérnök († 1813)
- március 22. – Ambrózy Sámuel, evangélikus prédikátor († 1806)
- április 12. – Antoine-Laurent de Jussieu, francia botanikus († 1836)
- április 13. – Joseph Bramah, angol mérnök, a biztonsági zár, a vízöblítéses WC, a sörpalackozó gép, valamint a bankjegyszámozó gép feltalálója († 1814)
- június 30. – Jean-Dominique Cassini francia csillagász († 1845)
- július 11. – Cseh-Szombati József, orvos († 1815)
- augusztus 8. – Johann Friedrich Gmelin, német természettudós, botanikus, entomológus, herpetológus és a puhatestűek kutatója († 1804)
- augusztus 14. – Ócsai Balogh Péter, császári és királyi belső titkos tanácsos, főispán († 1818)
- augusztus 30. – Jacques-Louis David, francia klasszicista festő († 1825)

## Halálozások
- január 1. – Johann Bernoulli, svájci matematikus (* 1667)
- augusztus 27. – James Thomson, skót költő és drámaíró (* 1700)
- december 11. – Ewald Georg von Kleist, német fizikus, jogász (* 1700)